# باري ميتشيل
باري ميتشيل (بالإنجليزية: Barrie Mitchell)‏ (15 مارس 1947 بأبردين في المملكة المتحدة - 24 يناير 2021) هو لاعب كرة قدم بريطاني في مركز الهجوم. لعب مع بريستون نورث إيند ودونفرملين أثلتيك ونادي أبردين ونادي ترانمير روفرز لكرة القدم ونادي يورك سيتي وفانكوفر وايتكابس ونادي غرينوك مورتون.

## وصلات خارجية
- باري ميتشيل على موقع قاعدة بيانات كرة القدم.إي يو (الإنجليزية)